# Jerofei Pawlowitsch
Jerofei Pawlowitsch (russisch Ерофе́й Па́влович) ist eine Siedlung städtischen Typs in der Oblast Amur (Russland) mit 4364 Einwohnern (Stand 1. Oktober 2021).

## Geographie
Die Siedlung liegt in der sich nördlich des Amur erstreckenden Mittelgebirgslandschaft im Fernen Osten Russlands, am Ostrand des Amasargebirges. Sie befindet sich etwa 560 Kilometer (Luftlinie) nordwestlich der Oblasthauptstadt Blagoweschtschensk, unweit der Grenze zur Region Transbaikalien. Der Ort liegt am linken Ufer des linken Amur-Nebenflusses Urka.
Jerofei Pawlowitsch gehört zum Rajon Skoworodino, dessen Verwaltungszentrum Skoworodino knapp 130 Kilometer östlich liegt.

## Geschichte

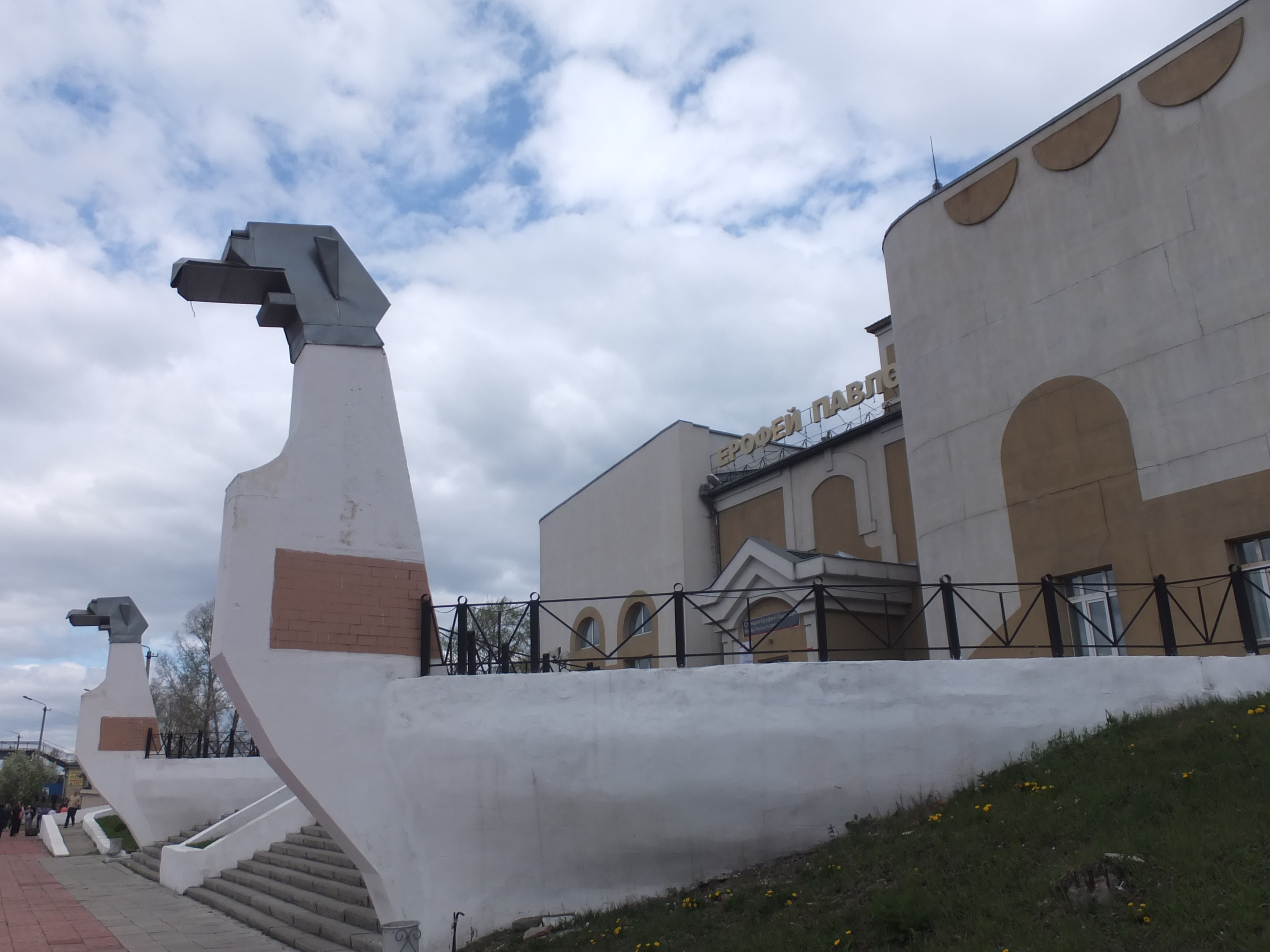
Bahnhof Jerofei Pawlowitsch

Der Ort entstand 1909 im Zusammenhang mit dem Bau der Amureisenbahn von Kuenga unweit Sretensk in Transbaikalien nach Chabarowsk. Bahnstation und Ort wurden mit Vor- und Vatersnamen des Kosaken und russischen Eroberers des Amurgebietes des 17. Jahrhunderts Jerofei Pawlowitsch Chabarow bezeichnet, dessen Nachnamen auch die Großstadt Chabarowsk trägt. Die Bahnstrecke wurde auf diesem Abschnitt 1914 eröffnet.
1934 wurde dem Ort der Status einer Siedlung städtischen Typs verliehen.

### Bevölkerungsentwicklung
| Jahr | Einwohner |
| ---- | --------- |
| 1959 | 8357      |
| 1959 | 9648      |
| 1970 | 7998      |
| 1979 | 7800      |
| 1989 | 6748      |
| 2002 | 5625      |
| 2010 | 5164      |
| 2021 | 4364      |

Anmerkung: Volkszählungsdaten

## Wirtschaft und Infrastruktur
In der Siedlung gibt es Betriebe der Forstwirtschaft und des Eisenbahnverkehrs.
Jerofei Pawlowitsch ist Station der Transsibirischen Eisenbahn (Streckenkilometer 7113 ab Moskau). Unweit führt auch die auf diesem Abschnitt als letztes Teilstück der transsibirischen Straßenverbindung noch in Bau befindliche Fernstraße M58 Amur vorbei.